# Homidiana canace
Homidiana canace là một loài bướm đêm thuộc họ Sematuridae. Nó được tìm thấy ở Neotropics, bao gồm Brasil và Colombia.